# Académie commerciale internationale
Pour les articles homonymes, voir ACI.
Le groupe ACI (Académie commerciale internationale), fondé en [1970], est un ensemble d'écoles de commerce privées françaises. Il était établi rue de Tocqueville dans le 17 arrondissement avant de déménager dans son nouvel immeuble. Après avoir fait partie du groupe Négocia, il fait partie de Novancia Business School Paris. 
L'école est visée par le ministère de l'éducation nationale et délivre un Bachelor (Bac+3). 
L'ACI est destinée aux étudiants souhaitant :
- faire des voyages à l'étranger ;
- étudier la négociation et le marketing ;
- se professionnaliser (stages de 3 mois à faire chaque année) ;
- pratiquer des langues vivantes.

## L'enseignement
Les cours sont réalisés par un corps professoral et avec des intervenants. Cela apporte énormément à l'étudiant car il ne s'agit plus d'apprendre un cours mais de réfléchir, de mettre en pratique les cours avec des cas de la vie de tous les jours. 
C'est une formation en 3 années avec le choix d'une spécialité en dernière année. 

## Chiffres
- En 2008, le groupe ACI comptabilise 6 écoles : Dijon, Montluçon, Nice, Normandie - Le Havre, Paris,  Strasbourg
- Plus de 800 étudiants
- Partenariat avec 8 établissements étrangers situés en Grande-Bretagne, aux États-Unis, en Irlande, en Allemagne, en Espagne, en Corée, à Singapour et en Russie.
- 1 voyage de 3 mois la première année
- 1 voyage de 6 mois possible en dernière année
- Après l'ACI, possibilité d'intégrer des écoles afin de faire un master